# UFC on Fox: Velasquez vs. dos Santos
UFC on Fox: Velasquez vs. dos Santos (también conocido como UFC on Fox 1) fue un evento de artes marciales mixtas celebrado por Ultimate Fighting Championship el 12 de noviembre de 2011 en el Honda Center, en Anaheim, California.

## Historia
Esta tarjeta fue el debut del UFC en la cadena Fox. El director de Zuffa Lorenzo Fertitta confirmó que el show debut sería un especial de una hora con solo el principal evento será transmitido en vivo por la televisión, pero una tarjeta llena de preliminares que tienen lugar antes.
Fox Deportes transmitió las peleas Guida/Henderson, Poirer/Garza, Swanson/Lamas y Johnson/Harvison.
La pelea entré Clay Guida y Benson Henderson decidiría la oportunidad por el título contra Frankie Edgar (el campeón reinante en ese momento), en UFC 144 en Japón.

## Resultados
1. ↑  Por el Campeonato de Peso Pesado de UFC.

## Premios extra
Cada peleador recibió un bono de $65,000.
- Pelea de la Noche:  Clay Guida vs. Benson Henderson
- KO de la Noche: Junior dos Santos
- Sumisión de la Noche: Ricardo Lamas